# Monte Rosato
Il monte Rosato è un rilievo dei Monti Reatini che si trova nel Lazio, nella provincia di Rieti, nel comune di Poggio Bustone.